# Шпігель Григорій Ойзерович
Шпігель Григорій Ойзерович (рос. Григо́рий О́йзерович Шпи́гель; 24 липня 1914, Самара, Російська імперія — 28 квітня 1981) — радянський російський актор театру, кіно і озвучування. Заслужений артист РРФСР (1974).

## Біографічні відомості
Закінчив акторську школу при кіностудії «Мосфільм» (1940). Працював у Театрі-студії кіноактора.
Під час війни був в евакуації в Ташкенті приблизно з 1942 року.
У кіно почав зніматися з 1938 року. Грав в українських кінострічках: «Круті сходи» (1957), «Тарас Шевченко» (1951), «Один шанс із тисячі» (1968), «Подорож місіс Шелтон» (1975, т/ф).
Брав участь у озвучуванні фільмів і мультфільмів.
Помер 28 квітня 1981 року на 67-му році життя у Москві. Похований у Москві на Введенському цвинтарі (30 діл.).

## Фільмографія
Актор:
1. 1938: «Сім'я Оппенгейм» (гімназист)
2. 1940: «Закон життя» (Віктор Черьомушкін, редактор багатотиражної газети «Вузовець»)
3. 1941: «Діло Артамонових» (син Петра і Наталії, Яків)
4. 1941: «Кольорові кіноновели» (король)
5. 1942: «Антоша Рибкін» (п'яний німецький кулеметник)
6. 1942: «Бойова кінозбірка № 10» (шпик «Безцінна голова»)
7. 1942: «Бойова кінозбірка № 12» (Ванька) (немає в титрах)
8. 1942: «Котовський» (Пупсик)
9. 1942: «Хлопець з нашого міста» (німецький офіцер) (немає в титрах)
10. 1942: «Актриса» (Борис Якович, акомпаніатор Стрельникової)
11. 1942: «Секретар райкому» (Фогель, фельдфебель)
12. 1943: «Повітряний візник» (Ананій Павлович Світловидов) (вокальна партія озвучена Арнольдом Азріканом)
13. 1944: «Навала» (Кокоришкін, зрадник Батьківщини, німецький посіпака на прізвисько Муха)
14. 1945: «Іван Грозний» (Турунтай-Пронський) (немає в титрах)
15. 1946: «Сини» (обер-лейтенант Бреннер)
16. 1946: «Глінка» (Антон Антонович Дельвіг) (немає в титрах)
17. 1947: «Сказання про землю Сибірську» (Григорій Галайда)
18. 1948: «Молода гвардія» (Фейнбог, кат)
19. 1949: «Академік Іван Павлов» (професор Петрищев)
20. 1950: «Сміливі люди» (Шульце, денщик німецького офіцера)
21. 1950: «Мусоргський» (фон Мец)
22. 1950: «Жуковський» (перехожий з дамою)
23. 1951: «Тарас Шевченко» (Карл Павлович Брюллов, російський художник, учитель Шевченка)
24. 1951: «Прощавай, Америко!» (журналіст)
25. 1951: «Незабутній 1919 рік» (дипломат (немає в титрах)
26. 1953: «Адмірал Ушаков» (Томас Грей)
27. 1953: «Сніданок у ватажка» (фільм-вистава; Микола Іванович Балагалаєв, повітовий ватажок дворянства, холостяк (400 душ))
28. 1954: «Діти партизана» (шпигун)
29. 1955: «Овід» (Джеймс Бертон, зведений брат Артура)
30. 1956: «Поет» (французький лейтенант)
31. 1957: «Борець і клоун» (Соломонський)
32. 1957: «Круті сходи» (Рафке)
33. 1958: «Ідіот» (Птіцин)
34. 1958: «На далеких берегах» (Шульц)
35. 1960: «Мічман Панін» (отець Феоктист)
36. 1960: «Вороги» (к/м; Абогін)
37. 1960: «Згорів на роботі» (к/м; Негорєлов Аркадій Іванович, архітектор)
38. 1960: «Ровесник століття» (Татіщев)
39. 1961: «Пурпурові вітрила» (Меннерс-молодший)
40. 1962: «Як народжуються тости» (Аркадій Миколайович, головний інженер тресту)
41. 1963: «Фітіль» («Перетворювачі природи» № 10) (пасажир біля туалету (інтермедія))
42. 1963: «Приборкувачі велосипедів» (автор)
43. 1964: «Казка про втрачений час» (лікар «Швидкої допомоги» / покупець яблук в капелюсі)
44. 1964: «Одруження Бальзамінова» (городовий)
45. 1964: «Москва — Генуя» (Мальцан)
46. 1965: «Чорний бізнес» (Квасов)
47. 1965: «Покинута трубка» (к/м)
48. 1965: «Гра без правил» (пан Отто Штумпе, власник заводів фруктових вод)
49. 1966: «Казка про царя Салтана» (градоправитель)
50. 1966: «У місті С.» (адвокат Лосєв)
51. 1966: «Рік як життя» (Келлер)
52. 1967: «Сьомий супутник» (Шпігель)
53. 1967: «Немає диму без вогню» (к/м)
54. 1968: «Діамантова рука» (головний контрабандист у Стамбулі)
55. 1968: «Один шанс із тисячі» (Ширах)
56. 1969: «Мій злочин» (фільм-вистава)
57. 1969: «Франсуаза» (фільм-вистава; Нідербах (вокал — К. Карельських)
58. 1969: «Викрадення» (артист Шпігель (немає в титрах)
59. 1970: «Опікун» (Горохов)
60. 1970: «Експеримент» (батько Валерія)
61. 1971: «12 стільців» (Олександр Якович)
62. 1971: «Корона Російської імперії, або Знову невловимі» (фотограф)
63. 1971: «Все королівське військо» (Том)
64. 1972: «Приваловські мільйони» (Оскар Пилипович)
65. 1972: «Їхали в трамваї Ільф і Петров» (співробітник редакції)
66. 1972: «Зірка в ночі» (чиновник Стремоухов-старший)
67. 1973: «Райські яблучка» (Кейбо)
68. 1973: «А хто ж насправді винен?» (к/м)
69. 1974: «Північна рапсодія» (Гліб Петрович Чурилін)
70. 1974: «Шпак і Ліра» (лікар)
71. 1975: «Під дахами Монмартра» (Паріджі, господар ресторану)
72. 1975: «Подорож місіс Шелтон» (т/ф, Одеська кіностудія)
73. 1975: «Соло для слона з оркестром» (зоофілолог)
74. 1975: «Фітіль» («І жартома, і всерйоз» № 163)
75. 1976: «Вогняне дитинство» (командир бронепоїзда білих, полковник)
76. 1976: «„Сто грам“ для хоробрості…» (чоловік, якому потрібен спирт для компресу)
77. 1976: «12 стільців» (редактор газети «Станок») (3 серія)
78. 1976: «Синій птах» (Задоволення Бути Багатим)
79. 1977: «Відкрита книга» (директор школи)
80. 1978: «Сьогодні або ніколи» (вчений)
81. 1978: «Голубка» (санаторний лікар)
82. 1979: «Троє в одному човні, як не рахувати собаки» (2-й гренадер)
83. 1979: «Сніданок на траві» (епізод)
84. 1980: «І вічний бій… З життя Олександра Блока» (редактор)
85. 1980: «Не стріляйте в білих лебедів» (Григорій Йозерович, пасажир у купе)
86. 1980: «Якщо би я був начальником...» (тамада на ювілеї)
87. 1981: «Про бідного гусара замовте слово» (суфлер)

Озвучування/дубляж:
1. 1943: «Дванадцять місяців» (мультфільм; садівник)
2. 1946: «Пригоди Насреддіна» (міняйло (роль Сейфі Аїмова)
3. 1957: «Дівчина без адреси» (артист, який застряг у ліфті (роль Михайла Гаркаві)
4. 1961: «Цибуліно» (мультфільм; синьйор Помідор / 1-й вуличний пліткар)
5. 1966: «Про бегемота, який боявся щеплень» (мультфільм; Доктор/ Жираф)
6. 1967: «Каріне» (фотограф (роль Ерванда Манаряна)
7. 1969: «В Країні невивчених уроків» (мультфільм)
8. 1975: «Яблуко як яблуко» (Хашим (роль Ахмеда Ахмедова)
9. 1976: «Пригоди капітана Врунгеля» (мультсеріал, Київнаукфільм; Агент 00X)
10. 1981: «Таємниця третьої планети» (мультфільм)

- і багато інших…